# Robert Greenblatt
Robert Greenblatt, es un ejecutivo de televisión de Estados Unidos, es actualmente el presidente de WarnerMedia Entertainment and Direct-to-Consumer. WarnerMedia es una compañía de entretenimiento, que surgió de la adquisición de Time Warner por parte de AT&T. WarnerMedia concentra las operaciones de Turner Broadcasting, HBO y WarnerBros, DC Comics y CNN.

## Carrera
Greenblatt empezó su carrera televisiva con la Fox Broadcasting Company, albergando programación del horario central y desarrollando tales programas como Beverly Hills, 90210, Melrose Place, The X-Files, y Party of Five.
Greenblatt era el productor de varios series para múltiples cadenas, incluyendo Six Feet Under, el miniserie Elvis, y American Family: Journey of Dreams de Public Broadcasting Service (PBS).
Desde 2004 hasta 2011, Greenblatt era el Presidente de Entretenimiento para Showtime Networks, supervisando una pizarra de programación original que dramáticamente reposicionó el canal de pago como un líder en la empresa de cable premium. Bajo su liderazgo, desarrolló y supervisó tales programas como Weeds, Dexter, The Tudors, Nurse Jackie, y United States of Tara.
Como un productor teatral, desarrolló una adaptación de 9 to 5 para la etapa musical. Esta producción, que se nominó para 4 Premios Tony, se estrenó en Broadway en abril de 2009, y se cerró en septiembre de 2010.
Greenblatt es actualmente el presidente de NBC Entertainment. Sucedió a Jeff Gaspin en enero de 2011 después de que Comcast tomó el control de NBCUniversal poco después de que se le dio ese nombre.